# Grenzberg
Grenzberg (česky doslovně Hraniční vrch) je vrch o nadmořské výšce 480 m na území hornolužické obce Steinigtwolmsdorf v zemském okrese Budyšín v Sasku.

## Charakteristika
Vrch leží v německé části Šluknovské pahorkatiny (Lausitzer Bergland) a její mesogeochoře Severní hornolužická vrchovina (Nördliches Oberlausitzer Bergland). Grenzberg má dva vrcholy, přičemž západnější je o 2 metry vyšší. S Grenzbergem sousedí Buková hora (512 m), Hutberg (503 m), Mannsberg (464 m), Sieben Linden (454 m) a Goldberg (472 m). Geologické podloží tvoří převážně střednězrnný lužický granodiorit, v sedle se Sieben Linden se nachází též hybridní dvojslídý granodiorit. Převažujícími půdními typy jsou podzolová kambizem a erodovaná parakambizem až pseudoglej, okrajově pak glej až koluvizem. Při západním a jihovýchodním úpatí pramení Severní potok, který náleží k povodí Sebnice, zbytek vrchu pak patří k povodí Wesenitz. Celý vrch tak náleží k povodí Labe a k úmoří Severního moře. Většina Grenzbergu je porostlá převážně jehličnatým lesem, svahy směrem ke Steinigtwolmsdorfu jsou využívány jako zemědělská půda. Vrch je součástí lesní oblasti Hohwald a leží v chráněné krajinné oblasti Oberlausitzer Bergland.
Poblíž vrcholu prochází modře značená turistická trasa směřující k česko-německé státní hranici a žlutá trasa spojující Steinigtwolmsdorf s Neukirchem. Po severním svahu vede zemská silnice S 154 ve směru Neustadt in Sachsen a Steinigtwolmsdorf.